# جوردان تايمز
جوردان تايمز (بالإنجليزية: Jordan Times)‏ هي صحيفة باللغة الإنجليزية تصدرها المؤسسة الصحفية الأردنية في الأردن، وكانت قد صدرت عام 1975. وهي تعد من أهم الصحف التي تكتب باللغة الإنجليزية والتي تنشر في الأردن.

## روابط خارجية
- الموقع الإلكتروني